# Chris Deckers
Pour les articles homonymes, voir Deckers.
Chris Deckers, né le 27 avril 1969 à Heist-op-den-Berg,, est un coureur cycliste belge. Resté amateur, il a notamment remporté à deux reprises le championnat de Belgique du contre-la-montre, dans la catégorie des élites sans contrat. Il est également devenu champion national de VTT cross-country marathon en 2001 et 2003.

## Palmarès

### Palmarès sur route
- 1993
  - Tour de la province d'Anvers
- 1994
  - Champion de la province d'Anvers du contre-la-montre
  - Prologue du Tour de la province d'Anvers
  - 3e du championnat de la province d'Anvers sur route
- 1995
  - Champion de la province d'Anvers du contre-la-montre
  - 1re étape du Tour de la province d'Anvers (contre-la-montre)
  - 2e du championnat de Belgique du contre-la-montre élites sans contrat
- 1996
  - 2e du championnat de Belgique du contre-la-montre élites sans contrat
  - 3e du Circuit du Brabant wallon
- 1997
  - Champion de la province d'Anvers du contre-la-montre
  - Circuit du Brabant wallon
  - Prologue du Tour de la province d'Anvers
  - Coupe Marcel Indekeu
  - 3e du GP Soluver
- 1999
  - Tour de la province d'Anvers :
    - Classement général
    - Prologue

  - 2e du championnat de la province d'Anvers sur route
- 2000
  - Tour de la province d'Anvers :
    - Classement général
    - 1re étape (contre-la-montre)

  - Trio normand (avec Youri Deliens et ?)
  - 2e de la Beverbeek Classic
- 2001
  -  Champion de Belgique du contre-la-montre élites sans contrat
  - 3e du Tour du Brabant flamand
- 2003
  -  Champion de Belgique du contre-la-montre élites sans contrat
  - Grand Prix Etienne De Wilde
  - 3e du Tour de la province d'Anvers

### Palmarès en VTT
- 2001
  -  Champion de Belgique de cross-country marathon
- 2003
  -  Champion de Belgique de cross-country marathon